# Dragskåpet
Kulturföreningen Dragskåpet & Dragetten går vardagligen under namnet Dragos och är en svensk studentorkester hemmahörande i Uppsala. Medlemmarna är till större delen hämtade från Farmacevtiska Studentkåren.
Orkestern Dragskåpet hade sitt första framträdande på Farmacevtiska Studentkårens lucce-gasque 1961. 1976 grundades baletten Dragetten som är Dragos dansfalang. Traditionellt spelas allt som inte är elförstärkt med en tyngdpunkt på blåsinstrument. Detta har på senare tid ändrats och numera finns i orkestern tillsammans med de klassiska blåsinstrumenten bland annat elbas, elgitarr, xylofon och ett flertal gitarrer och ukulele. Tyngdpunkten i Dragos har alltid varit att alla som vill får vara med oavsett förkunskaper. Några klassiska Dragostalesätt är Varför vara bäst när man kan ha roligast? och Spelar hellre än bra.
Dragskåpets medlemsantal har varierat under åren och 2008 var orkestern nära att försvinna. Dock steg medlemsantalet under senare delen av 2008 för att år 2010 närma sig 20-talet aktiva medlemmar.  